# Goffredo Lagger
Goffredo Lagger (Formazza, 12 gennaio 1902 – Arona, 24 settembre 1984) è stato uno sciatore di pattuglia militare italiano.
Nel rango di un alpino (soldato E-1 del corpo degli Alpini), è stato membro della pattuglia militare italiana alle Olimpiadi invernali 1924 a Chamonix guidati dal sottotenente Piero Dente.